# Abapeba lacertosa
Abapeba lacertosa là một loài nhện trong họ Corinnidae.
Loài này thuộc chi Abapeba. Abapeba lacertosa được Eugène Simon miêu tả năm 1897.